# ها هیونگ-جو
ها هیونگ-جو (انگلیسی: Ha Hyung-joo؛ زادهٔ ۳ ژوئن ۱۹۶۲) جودوکار اهل کره جنوبی است.